# Peel-Raam-Stellung
Die Peel-Raam-Stellung war eine der niederländischen Festungen, mit der das Land auf den europäischen Rüstungswettlauf in den Jahren 1930 bis 1940 reagierte. Die Stellung zieht sich von Weert an der belgisch-niederländischen Grenze im Süden nach Grave an der Maas im Norden und orientiert sich im Wesentlichen an den bereits in Nord-Süd-Richtung vorhandenen Schifffahrts- und Entwässerungskanälen. Außerdem schloss sie als natürliches Hindernis den Peel ein, eine Sumpf- und Moorlandschaft. Gedacht war die Peel-Raam-Stellung als eine der Auffanglinien gegen einen militärischen Gegner aus dem Osten, um mit der gewonnenen Zeit die Festung Holland verteidigungsbereit machen zu können.

## Bunkertypen
Bei dem Bau der Stellung kamen folgende Bunkertypen zur Anwendung:
- Das Stachelschwein (Kodebuchstabe S), ein kleiner Bunker mit insgesamt drei Scharten zur Verteidigung des Bunkers mit einem Maschinengewehr. Die Bezeichnung Stachelschwein stammt von den aus dem Beton herausragenden Stahlteilen, an denen Tarnnetze und ähnliches Tarnmaterial befestigt werden konnten.
- Die Betonkasematte (Kodebuchstabe B), ein ähnlich großer Bunker wie das Stachelschwein, jedoch mit flankierender Wirkung der Bewaffnung.
- Die Gußstahlkasematte (Kodebuchstabe G), ein kleiner mit einer Panzerkuppel versehener Bunker zur Beobachtung des Gefechtsfeldes sowie zur Verteidigung mit einem Maschinengewehr.

Insgesamt wurden zusammen mit der Grebbe-Linie 357 Stachelschweine, 223 Gußstahlkasematten und 64 Betonkasematten verbaut. Im Durchschnitt waren die einzelnen Bunker 250 m weit voneinander entfernt.

## Weitere Festungsbauwerke
Wegen des flachen Geländes im Verlauf der Stellung bot sich der Bau von nassen Festungsgräben an, sofern nicht vorhandene Entwässerungskanäle und Schifffahrtswege dafür genutzt werden konnten. Der Defensiekanaal wurde als einziger Kanal speziell zu diesem Zweck völlig neu gebaut.
Von der Festung Vossenberg sind fünf Bunker erhalten.

## Die Kampfhandlungen um die Peel-Raam-Stellung
Im Zweiten Weltkrieg konnte die Peel-Raam-Stellung die in sie gestellten Hoffnungen nicht erfüllen; die niederländischen Verteidiger mussten sich bereits am Abend des 10. Mai 1940 aus ihren Stellungen Richtung Westen zurückziehen.
Vor allem die Bunker vom Typ Stachelschwein erwiesen sich mit ihren vielen Scharten als eine tödliche Falle für die darin befindlichen Soldaten. Zudem ragte dieser Bunkertyp sehr weit aus dem umgebenden Gelände heraus und gab damit ein gutes Ziel für die Artillerie der deutschen Angreifer ab.

## Die Peel-Raam-Stellung heute
Soweit sie nicht durch die Kampfhandlungen des Zweiten Weltkrieges zerstört wurden, sind die einzelnen Bunker noch vorhanden, jedoch wurden die Scharten und Eingänge größtenteils zugemauert. Der Abschnitt der Peel-Raam-Stellung bei Griendtsveen kann für einen Besucher als sehr instruktiv bezeichnet werden, zumal an dieser Stelle die Bunker sehr nahe beieinander stehen. In unmittelbarer Nachbarschaft befindet sich bei Ysselsteyn mit fast 32.000 Grabstellen der größte deutsche Soldatenfriedhof in den Niederlanden.